# Kallern
Kallern is een gemeente en plaats in het Zwitserse kanton Aargau en maakt deel uit van het district Muri.
Kallern telt 319 inwoners.